# Adenocarpus decorticans
Adenocarpus decorticans är en ärtväxtart som beskrevs av Pierre Edmond Boissier. Adenocarpus decorticans ingår i släktet Adenocarpus och familjen ärtväxter. Inga underarter finns listade i Catalogue of Life.

## Bildgalleri

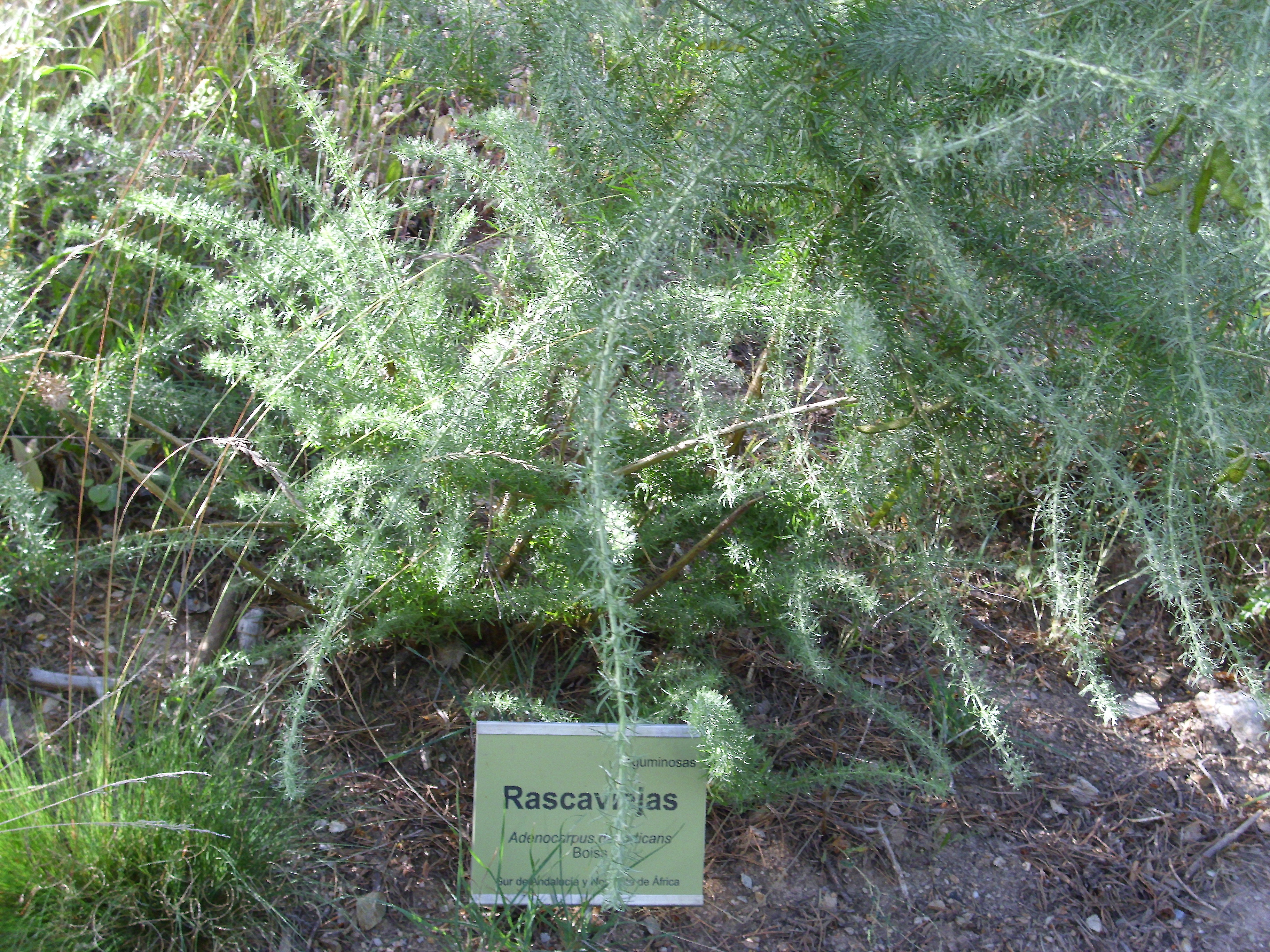